# Chrysomalla tobiasi
Chrysomalla tobiasi is een vliesvleugelig insect uit de familie Perilampidae. De wetenschappelijke naam is voor het eerst geldig gepubliceerd in 1981 door Dzhanokmen.